# Blood from the Mummy's Tomb
Blood from the Mummy's Tomb (bra: Sangue no Sarcófago da Múmia) é um filme britânico de 1971, do gênero horror, dirigido por Seth Holt e Michael Carreras para a Hammer Films, com roteiro de Christopher Wicking baseado no romance The Jewel of Seven Stars, de Bram Stoker.

## Sinopse
Garota moderna tem seu corpo possuído pelo espírito de uma feiticeira do Antigo Egito, morta há milhares de anos.

## Elenco
- Andrew Keir - Julian Fuchs
- Valerie Leon - Margaret Fuchs/Rainha Tera
- James Villiers - Corbeck
- Hugh Burden - Geoffrey Dandridge
- George Coulouris - Berigan
- Mark Edwards - Tod Browning
- Rosalie Crutchley - Helen Dickerson
- Aubrey Morris - dr. Putnam
- David Markham - dr. Burgess
- James Cossins - enfermeira